# Pałac Ewalda Kerna
Pałac Ewalda Kerna – kamienica znajdująca się przy ulicy Piotrkowskiej 179 w Łodzi.

## Historia
Ewald Kern łodzianin pochodzenia austriackiego, był właścicielem drugiej co do wielkości w Łodzi odlewni żelaza i fabryki maszyn, wytwarzającej mechaniczne krosna tkackie. W latach 1896–1898 wybudował, według projektu Franciszka Chełmińskiego, eklektyczny pałac nawiązujący do architektury renesansowej z detalami klasycystycznymi.
W wyniku kłopotów finansowych Ewald Kern sprzedał pałac na licytacji w 1903 roku i od tamtej pory budynek kilkakrotnie zmieniał właścicieli. W 1930 roku kupiło go Powszechne Towarzystwo Handlowo-Przemysłowe Freda Greenwooda.
Od 1960 roku w budynku mieściła się biblioteka pedagogiczna, a następnie siedziba oddziału łódzkiego Polskiej Akademii Nauk i Łódzkiego Towarzystwa Naukowego.

## Architektura
Kamienica jest jednopiętrowym budynkiem z tremplem i przylegającą doń od strony południowej oficyną. Cokół domu oblicowany został zielonym granitem sprowadzonym z zagranicy. Parter jest boniowany rustykalnie z oknami zamkniętymi półkoliście, zwieńczonymi dekoracją festonową. Na osi bocznej usytuowana jest brama przejazdowa z głównym wejściem do budynku prowadzącym do klatki schodowej.
Pomiędzy parterem a pierwszym piętrem biegnie meander. Okna pierwszego piętra są prostokątne zwieńczone trójkątnymi tympanonami wypełnionymi dekoracją. Okna poszerzone zostały lizenami.
Dach od frontu jest zasłonięty ażurową attyką, a poniżej znajduje się gzyms z kimationem jońskim. Pomiędzy oknami trempla są płaskorzeźby z ornamentem gałązkowym.
Okno klatki schodowej wypełnia witraż o przedstawieniu alegorycznym z symbolami przemysłu, handlu oraz drukarstwa. Wnętrza o wystroju stylowym różnym zostały luksusowo wyposażone w piece majolikowe, witraże, sztukaterie, boazerie, lustra. Prototypem kamienicy był pałac Karola Scheiblera juniora przy ulicy Piotrkowskiej 268, który ma analogiczny podział fasady.